# 沙拉什卡
验证设计局（俄语：Опытное конструкторское бюро），通称沙拉什卡是苏联古拉格劳改营中从事秘密研发的实验室的名称。苏联当局从各个劳改营和监狱中挑选科学家和工程师集中到沙拉什卡为国家从事科技工作，其中的生活条件通常比其他监狱要优越很多。

## 外部連結
- Maj David R. Johnson, USAF. . Aerospace Power Journal.   [2007-06-23]. （原始内容存档于2007-06-19）.
- The database of research and design establishments of the Soviet defence industry, 1927–67 （页面存档备份，存于） by Keith Dexter, The U. of Warwick.
- Репрессии в оборонной отрасли СССР, Voennoe Obozrenie, part1 （页面存档备份，存于）, part 2 （页面存档备份，存于） (retrieved January 2, 2014)